# Jay McKee
Pour les articles homonymes, voir McKee.
Jay McKee (né le 8 septembre 1977 à Kingston province de l'Ontario au Canada) est un joueur professionnel retraité de hockey sur glace.

## Carrière en club
En 1993, il commence sa carrière avec les Wolves de Sudbury dans la Ligue de Hockey de l'Ontario. Il est repêché par les Sabres de Buffalo en 1re ronde, 14e au total, au repêchage d'entrée dans la LNH 1995. La même année, il passe professionnel et joue son premier dans la Ligue nationale de hockey. S'il poursuit son apprentissage dans la ligue américaine avec les Americans de Rochester, il devient un membre important des Sabres. L'équipe atteint la finale de la Coupe Stanley 1999. Le 1er juillet 2006, alors agent libre, il signe un contrat avec les Blues de Saint-Louis.
Le 9 juillet 2009, il signe avec les champions de la Coupe Stanley, les Penguins de Pittsburgh, un contrat pour une saison.

## Trophées et honneurs personnels
Ligue de Hockey de l'Ontario
- 1996 : élu dans la seconde équipe d'étoiles.

## Statistiques
| Saison     | Équipe                   | Ligue      |     | Saison régulière | Saison régulière | Saison régulière | Saison régulière | Saison régulière |    | Séries éliminatoires | Séries éliminatoires | Séries éliminatoires | Séries éliminatoires | Séries éliminatoires |
| Saison     | Équipe                   | Ligue      | PJ  | B                | A                | Pts              | Pun              | PJ               | B  | A                    | Pts                  | Pun                  |                      |                      |
| 1993-1994  | Wolves de Sudbury        | LHO        | 51  | 0                | 1                | 1                | 51               | 3                | 0  | 0                    | 0                    | 0                    |                      |                      |
| 1994-1995  | Wolves de Sudbury        | LHO        | 39  | 6                | 6                | 12               | 91               | --               | -- | --                   | --                   | --                   |                      |                      |
| 1994-1995  | Thunder de Niagara Falls | LHO        | 26  | 3                | 13               | 16               | 60               | 6                | 2  | 3                    | 5                    | 10                   |                      |                      |
| 1995-1996  | Thunder de Niagara Falls | LHO        | 64  | 5                | 41               | 46               | 129              | 10               | 1  | 5                    | 6                    | 16                   |                      |                      |
| 1995-1996  | Americans de Rochester   | LAH        | 4   | 0                | 1                | 1                | 15               | --               | -- | --                   | --                   | --                   |                      |                      |
| 1995-1996  | Sabres de Buffalo        | LNH        | 1   | 0                | 1                | 1                | 2                | --               | -- | --                   | --                   | --                   |                      |                      |
| 1996-1997  | Americans de Rochester   | LAH        | 7   | 2                | 5                | 7                | 4                | --               | -- | --                   | --                   | --                   |                      |                      |
| 1996-1997  | Sabres de Buffalo        | LNH        | 43  | 1                | 9                | 10               | 35               | 3                | 0  | 0                    | 0                    | 0                    |                      |                      |
| 1997-1998  | Americans de Rochester   | LAH        | 13  | 1                | 7                | 8                | 11               | --               | -- | --                   | --                   | --                   |                      |                      |
| 1997-1998  | Sabres de Buffalo        | LNH        | 56  | 1                | 13               | 14               | 42               | 1                | 0  | 0                    | 0                    | 0                    |                      |                      |
| 1998-1999  | Sabres de Buffalo        | LNH        | 72  | 0                | 6                | 6                | 75               | 21               | 0  | 3                    | 3                    | 24                   |                      |                      |
| 1999-2000  | Sabres de Buffalo        | LNH        | 78  | 5                | 12               | 17               | 50               | 1                | 0  | 0                    | 0                    | 0                    |                      |                      |
| 2000-2001  | Sabres de Buffalo        | LNH        | 74  | 1                | 10               | 11               | 76               | 8                | 1  | 0                    | 1                    | 6                    |                      |                      |
| 2001-2002  | Sabres de Buffalo        | LNH        | 81  | 2                | 11               | 13               | 43               | --               | -- | --                   | --                   | --                   |                      |                      |
| 2002-2003  | Sabres de Buffalo        | LNH        | 59  | 0                | 5                | 5                | 49               | --               | -- | --                   | --                   | --                   |                      |                      |
| 2003-2004  | Sabres de Buffalo        | LNH        | 43  | 2                | 3                | 5                | 41               | --               | -- | --                   | --                   | --                   |                      |                      |
| 2005-2006  | Sabres de Buffalo        | LNH        | 75  | 5                | 11               | 16               | 57               | 17               | 2  | 3                    | 5                    | 30                   |                      |                      |
| 2006-2007  | Blues de Saint-Louis     | LNH        | 23  | 0                | 0                | 0                | 12               | --               | -- | --                   | --                   | --                   |                      |                      |
| 2007-2008  | Blues de Saint-Louis     | LNH        | 66  | 2                | 7                | 9                | 42               | --               | -- | --                   | --                   | --                   |                      |                      |
| 2008-2009  | Blues de Saint-Louis     | LNH        | 69  | 1                | 7                | 8                | 44               | 4                | 0  | 0                    | 0                    | 4                    |                      |                      |
| 2009-2010  | Penguins de Pittsburgh   | LNH        | 62  | 1                | 9                | 10               | 54               | 5                | 0  | 0                    | 0                    | 2                    |                      |                      |
|            |                          |            |     |                  |                  |                  |                  |                  |    |                      |                      |                      |                      |                      |
| 2012-2013  | Real McCoys de Dundas    | ACH        | 4   | 0                | 1                | 1                | 2                | 10               | 0  | 7                    | 7                    | 5                    |                      |                      |
| Totaux LNH | Totaux LNH               | Totaux LNH | 802 | 21               | 104              | 125              | 622              | 5                | 0  | 0                    | 0                    | 2                    |                      |                      |